# Chudów (Silésie)
Pour les articles homonymes, voir Chudów.
Chudów (prononciation : [ˈxuduf]) est une localité polonaise de la gmina de Gierałtowice, située dans le powiat de Gliwice en voïvodie de Silésie.